# Moulton, Alabama
Moulton är en stad (city) i Lawrence County i delstaten Alabama, USA. Moulton är administrativ huvudort (county seat) i Lawrence County. 